# Klein Frankrijk (Ronse)
Klein Frankrijk (Frans: Petite France) is een industriegebied en voormalig gehucht in de stad Ronse in de Belgische provincie Oost-Vlaanderen.
Het ligt drie kilometer ten oosten van de stadskern van Ronse.

## Geschiedenis
De Ferrariskaart uit de jaren 1770 toont hier al verspreide landelijke bebouwing, zonder gehuchtnaam.
De Atlas der Buurtwegen uit 1841 en de Vandermaelenkaart uit het midden van de 19de eeuw tonen hier het gehucht Vrankryk, met net ten oosten de Fonteynloop, later Lievensbeek genoemd.
Het gehucht verdween helemaal in de loop van de jaren 1980 en maakte plaats voor een nijverheidszone.

## Verkeer en vervoer
Ten noorden van Klein Frankrijk loopt van west naar oost de gewestweg N48 (Ninoofsesteenweg), de steenweg van Ronse naar Ninove.

Deelgemeente: Ronse

Overige gehuchten en wijken: Breucq · De Klijpe · Deurne (Hoog-Deurne · Laag-Deurne) · Floréal · Klein Frankrijk · Koekamer · Stookt · Ten Houte

Belgische gemeenten · Arrondissement Oudenaarde · Oost-Vlaanderen · Vlaanderen